# José Ángel Fernández Villa
José Ángel Fernández Villa (Tuilla, Langreo, enero de 1943) es un sindicalista y político español, conocido por haber sido secretario general del Sindicato de los Obreros Mineros de Asturias durante 34 años. En 2018 fue condenado a tres años de prisión y al pago de una multa de 24 000 euros por un delito continuado de apropiación indebida de fondos del sindicato minero.

## Biografía
Villa aprendió a socializarse en el bar de su padre Casa Hermógenes, frecuentado por numerosos mineros y sindicalistas y así se introdujo en el mundo sindical. Según José Ramón Gómez Fouz, uno de sus biógrafos, en su obra Clandestinos, apunta que Villa estudió el bachiller en Oviedo e hizo el servicio militar en el cuartel del Milán. Con catorce años entra a trabajar en una constructora y a los dieciséis ingresa en el pozo minero Santa Eulalia, afiliándose a la Unión General de Trabajadores y al Partido Socialista Obrero Español.
Durante la década de 1960 y principios del 70 es perseguido y despedido de varios trabajos por motivos políticos. Esta versión se contradice totalmente con la de Gómez Fouz, que sostiene que Villa merodeaba en el entorno de la organización anarquista de la CNT y militaba en las Comunas Revolucionarias de Acción Sindicalista (CRAS), esta última con cierta presencia en Langreo y Gijón. A su vez, ha sido acusado de trabajar para la policía secreta franquista, la Brigada Político-Social.
Fouz confirma que en 1969 fue despedido de la mina y, después, encuentra trabajo, por poco tiempo, en Montajes Térmicos, de Gijón, de donde también es despedido, llevándole el caso el abogado José Ramón Herrero Merediz. En 1972 trabajó en Duro Felguera, de donde también fue despedido. En 1973 trabajó en una sidrería en Barcelona, ayudado por un tío suyo, donde según Fouz, «llegó a ser un gran escanciador». Según las confesiones que el comisario Claudio Ramos realizó a Fouz, Villa fue reclutado como colaborador de la policía en aquella época, entrando a trabajar en la mina La Colladona. De vuelta de Barcelona, también trabajó en el grupo siderúrgico Ensidesa. En 1976, merced a la amnistía, regresa a Hunosa, creando el SOMA-UGT y fundando la Comisión de los 16. En 1978 es elegido delegado por el SOMA-UGT en las elecciones en el pozo Candín y entra como miembro del Comité Confederal de la UGT, formando parte de la CECA. Miembro de la Comisión Ejecutiva Regional de la Federación Socialista Asturiana.
En 1979 fue designado secretario general del SOMA-UGT, cargo que ocupó hasta 2013. Desde 1993 preside el Instituto para la Formación, Investigación, Documentación y Estudios Sociales (Infide). El 13 de octubre de 2009, recibe de mano del Ministro de Trabajo, Celestino Corbacho, la Medalla al Mérito en el Trabajo por su labor al frente del SOMA.

### Encierro en el Pozo Barredo
El 23 de diciembre de 1991, treinta y seis sindicalistas, encabezados por Villa y Antonio González Hevia, secretario general de CCOO de la minería, se encerraron en el interior del pozo, en la cuarta planta, en protesta por el Plan de reconversión industrial de HUNOSA. Mientras duró el encierro, en el exterior del pozo, en Mieres y, en general, en Asturias, se sucedieron las movilizaciones en contra del plan. Los encerrados recibieron la visita de los secretarios generales de UGT y CCOO, Nicolás Redondo y Antonio Gutiérrez, respectivamente, en apoyo a sus reivindicaciones. El encierro culminó el 3 de enero de 1992, con los encerrados aclamados por una multitud que fue en manifestación a recibirlos a la salida del pozo. El encierro de Barredo marca el fin de una época y de una concepción de Asturias, pues a partir de ese momento, el declive llega hasta el momento actual, en que se está viviendo el cierre de las últimas explotaciones, como mina La Camocha, Jovesa, mina Principado y otras, mientras HUNOSA acomete la remodelación de sus activos con diversos planes urbanísticos en las comarcas mineras.

### Cargos
En 1978 miembro de la Comisión Ejecutiva Regional de la Federación Socialista de Asturias. Entre 1979 y 1993 fue miembro de la Comisión Ejecutiva Federal del PSOE. En 1993 preside el Instituto para la Formación, Investigación, Documentación y Estudios Sociales (Infide), uno de los proyectos impulsados por el SOMA en el entorno sociopolítico de las cuencas mineras.
Senador por Asturias entre 1999 y 2003. Diputado de la Junta General del Principado de Asturias entre 1983 hasta mayo de 2007 de forma ininterrumpida.
Tuvo un papel fundamental dentro de las huelgas mineras de la década de los ochenta en Asturias.

## Corrupción
En octubre de 2014 es investigado por la Fiscalía ante la sospecha de haber ocultado a Hacienda 1,4 millones de euros tras acogerse a la amnistía fiscal de 2012. Ante este hecho fue expulsado del PSOE y del SOMA.
El 12 de abril de 2017, tras año y medio de investigación, la juez finalizó la instrucción, considerando que los hechos investigados pudieron ser constitutivos de un delito de apropiación indebida de los fondos del sindicato SOMA-UGT. En el auto, considera probado que Fernández Villa ostentó hasta 2013 la máxima capacidad de toma de decisiones y representación legal del sindicato asumiendo la dirección y el control de los medios humanos y económicos y «efectuando actuaciones encaminadas a desviar fondos del sindicato a su patrimonio personal, así como a destinar capital del sindicato a finalidades distintas de las propias», como señala en su auto.
El 20 de septiembre de 2018 fue condenado a tres años de prisión, a una multa de 24 000 euros y a indemnizar al SOMA con 431 330 euros. El tribunal que lo juzgó consideró demostrado que Fernández Villa utilizó su «posición jerárquica» dentro del sindicato para apropiarse de fondos del sindicato en cantidad suficiente para constituir un «delito de apropiación indebida».